# Алонизос
Алонизос или, ређе, Алонисос је једно од острва Спорада у Егејском мору. 
Острво управно припада округу Споради, као једна од општина. Општина Алонизос има површину од 130 км², јер обухвата и нека мала острва у близини Алонизоса. Она су махом ненасељена, па готово 99% становништва општине живи на Алонизосу. Седиште општине и највеће насеље на острву је градић Патитири.

## Назив
Током антике острво се звало Икос Евонимос, да би у средњег века и пре 19. века острво било познато под називом Хилиодромија ("Хиљаду путева").

## Природни услови
Алонисос је острво у оквиру Спорада у западном делу Егејског мора. Најближе веће острво је Скопелос на свега 3 km ка западу, а најближе копно је на око 50 km вожње.
Површина Алонизоса је 65 км², дужина око 20 km, а ширина до 4,5 km. Обала острва није много разуђена осим у јужном делу, где постоји Алонизоски залив. Острво је брдовито, нарочито у северном делу, док је југ најпитомији.
Клима на Алонизосу је средоземна.

## Становништво
По последњем попису из 2001. године на острву живи око 2.700 становника. Готово целокупно становништво су Грци. Више од 60% становништва живи у главном месту, градићу Патитирију, а око 500 становника у месту Воци. Осталих неколико насеља су углавном са мање од 100 становника.
| Година   | Становништво острва | Промена         |
| -------- | ------------------- | --------------- |
| 1981. г. | -                   | -               |
| 1991. г. | 2.985 ст.           | -               |
| 2002. г. | 2.700 ст.           | -285 ст./-9,55% |

## Привреда
Пољопривреда је традиционално занимање острвског становништва, поготово узгајање бадема, винове лозе, маслине. Данас је она у сенци туризма.

## Друга острва
У близини Алонизоса налазе се мала, ненасељена острва у склопу Спорада. Она се налазе источно од Алонизоса и редом иду:
- Аделфи (Αδελφοί)
- Гиура (Γιούρα)
- Кира Панагија (Κυρά Παναγιά)
- Перистера (Περιστέρα)
- Пипери (Πιπέρι)
- Псацура (Ψαθούρα)
- Сканцура (Σκάντζουρα)